# Ланча Дедра
Ланча Дедра е италиански хечбек седан произвеждан от италианския производител Ланча.

## История
Автомобилът е наследник на Ланча Призма. Автомобилът е базиран на платформата на автомобилите Фиат Темпра, Фиат Типо и Алфа Ромео 155. Дебютът на автомобила се състои през април 1989. Автомобилът носи типичните характеристики с новата моделна гама на Ланча през края на 80-те Ланча Тема и Ланча Делта. За разлика от предшественика си Дедра е по-динамична и е намален разходът на гориво. Сигурността в автомобила е значително подобрена. Вградени са подобрени системи за поведението на пътя на автомобила.

## Дизайн
Автомобилът използва линиите и определя бъдещия стил на моделите на ексклузивната италианска марка. Дизайнът е дело на специалистите от италианското дизайнерско ателие ИДЕА. Традиционната решетка на марката е разширена. Предните фарове са по-разтегнати и предната част на капака е извита, а неко при презна[ неясно? ] леко ръбеста. Задните габарити са формирани по собствен стил за марката, но са в тон със стила на автомобила.

## Ланча Дедра СВ
Комби версията на Ланча Дедра е една от новостите на пазара. За разлика от някои конкуренти на модела автомобилът е с голям багажник и задната част на автомобила е елегантно оформена. Максималната вместимост е 448 литра.

## Производство
Ланча Дедра се произвежда във фабриката на Ланча в Кивиасо и заводът на Фиат в Ривалта. Произведени са общо 141 084 екземпляра.